# سرو پانیزوس
سرو پانیزوس (به اسپانیایی: Cerro Panizos) یک کوه در بولیوی است.